# Editorial Herder
L'editorial Herder va ser fundada l'any 1948 a Barcelona per Antonio Valtl i actualment és dirigida per Raimund Herder. Des dels seus inicis, ha publicat llibres per a l'ensenyament i l'aprenentatge d'idiomes, i en el seu fons convergeixen llibres de teologia, filosofia i manga amb obres de psicologia, sociologia i pedagogia.

## Seu
El 1961, Valtl va decidir ampliar les instal·lacions de la seva empresa, per la qual cosa va adquirir l'Orfenat de Sant Josep, situat al xamfrà dels carrers de Roger de Flor i Provença i propietat de la congregació de les Germanes de la Sagrada Família de Bordeus i de la comunitat de les Religioses beates de Santa Caterina de Siena. Es tractava d'un edifici de planta baixa i tres pisos, basat en grans murs longitudinals que seguien la direcció del xamfrà i en determinaven unes àmplies naus pensades per a acollir els dormitoris col·lectius dels residents i les dependències de servei. La idea de Valtl era enderrocar-lo per a construir-hi un edifici de nova planta, que va encarregar a l'arquitecte Josep Ribas i González. Ribas va proposar respectar-ne els murs i reconvertir-ne els espais. Va ubicar les zones de treball en plantes lliures, va introduir obertures a la façana antiga, a la qual va conferir esveltesa amb perfils verticals, i va situar just a la cantonada interior una escala vidrada de cargol i uns ascensors que facilitaven les circulacions verticals.
El 1973, bo i seguint les mateixes línies del projecte inicial, el mateix arquitecte va projectar-hi la remunta de quatre noves plantes sobre les ja existents, que confereix a la finca l'aspecte actual.